# Mestra cana
Mestra cana är en fjärilsart som beskrevs av Wilhelm Ferdinand Erichson 1848. Mestra cana ingår i släktet Mestra och familjen praktfjärilar. Inga underarter finns listade i Catalogue of Life.